# Heterocloeon amplum
Heterocloeon amplum je druh jepice z čeledi Baetidae. Žije ve Střední a Severní Americe, a to na severu Mexika a na jihu a severovýchodě Spojených států amerických. Jako první tento druh popsal Jay R. Traver v roce 1932.